# Мірьонське сільське поселення
Мірьо́нське сільське поселення (рос. Мирёнское сельское поселение) — муніципальне утворення у складі Алатирського району Чувашії, Росія. Адміністративний центр — село Мірьонки.
Станом на 2002 рік існували Мірьонська сільська рада (село Мірьонки) та Явлейська сільська рада (село Явлеї).

## Населення
Населення — 918 осіб (2019, 1081 у 2010, 1425 у 2002).

## Склад
До складу поселення входять такі населені пункти:
| Населений пункт | Населення, осіб (2002) | Населення, осіб (2010) |
| --------------- | ---------------------- | ---------------------- |
| Мірьонки, село  | 825                    | 665                    |
| Явлеї, село     | 600                    | 416                    |